# Orla Gartland
Orla Joan Gartland, née le 3 février 1995 à Dublin, est une auteure-compositrice-interprète et guitariste irlandaise qui a gagné en popularité en publiant des reprises sur son compte YouTube. En février 2023, sa chaîne YouTube compte plus de 286 000 abonnés et 24,3 millions de vues au total.
Elle décrit sa musique comme de la pop folk, principalement influencée par Joni Mitchell Regina Spektor et Imogen Heap,. Elle se décrit souvent comme une  « rousse folle à lier qui fait de la musique ».
En août 2011, Gartland sort son premier EP Laughing at My Own Jokes. La pochette de l'album est réalisée par un fan qui a remporté un concours. En 2012, elle sort son premier single, Devil on My Shoulder, qui entre dans le classement iTunes des auteurs-compositeurs-interprètes en Irlande. Le 11 novembre 2013, elle sort son deuxième EP, Roots . Le 24 novembre, The Daily Mirror lui consacre un article d'une page entière et indique que sur iTunes, l'EP s'est classé en tête du principal classement irlandais des albums, tout en atteignant la 15e place du principal classement britannique des albums et la deuxième place du classement américain des albums d'auteurs-compositeurs-interprètes.
Le troisième EP de Gartland, Lonely People, sort le 18 janvier 2015, tandis que son quatrième EP, Why Am I Like This?, sort le 24 mai 2019. Son cinquième EP, Freckle Season, sort le 21 février 2020 et comprend les singles précédents Did It to Myself, Figure It Out et Heavy. Son premier album, Woman on the Internet, sort le 20 août 2021.

## Biographie
Dans une interview à Campus.ie, elle déclare « J'ai joué du violon, du fiddle, et de la musique traditionnelle irlandaise  dès l'âge de cinq ans... mes parents m'ont fait prendre des leçons de guitare vers l'âge de 12 ans et c'est parti de là ». Elle poste sa première vidéo YouTube à l'âge de 13 ans au sujet de laquelle elle déclare : « Je jouais de la guitare depuis un peu plus d'un an et je me débattais avec les accords. Je n'avais pas la moindre idée de la façon de chanter, de la respiration ou de toute autre chose technique (je n'en ai toujours pas la moindre idée) - alors je voulais juste avoir un retour d'information à ce sujet ! ». En juin 2021, Gartland s'est révélé publiquement bisexuelle sur Twitter.

### 2009–2013: débuts
En 2009, Orla Gartland lance sa chaîne YouTube sous le nom de MusicMaaad. Elle publie d'abord des reprises, puis commence à diffuser des chansons originales. Le premier morceau original qu'elle poste s'intitule Green Eyed Monster.
En 2011, Broken Wall Films réalise une vidéo de sa chanson All The Little Details. La vidéo est tournée dans un café qui est resté ouvert pendant le tournage,. All The Little Details est sa première chanson enregistrée professionnellement. Elle est incluse avec deux autres chansons sur son EP Laughing At My Own Jokes.
En 2012, elle fait la première partie du candidat de Britain's Got Talent, Ryan O'Shaughnessy, à The Academy et pour l'auteure-compositrice-interprète écossaise Nina Nesbitt au Bewley's Cafe Theatre. Elle sort son premier single, Devil on my Shoulder, le 17 juin sur iTunes, où il atteint la deuxième place du classement des auteurs-compositeurs-interprètes  en Irlande. Le single est lancé lors de son concert à guichets fermés à The Academy' de Dublin.
En mars 2013, Orla Gartland annonce sa première tournée, avec cinq concerts en tête d'affiche au Royaume-Uni et en Irlande en juillet 2013,.

### 2013-2015:RootsetLonely people
Le 11 novembre 2013, Orla Gartland publie son EP de quatre chansons Roots sur iTunes. Le titre Roots est nommé Apple iTunes Single of the Week au Royaume-Uni et en Irlande. Elle effectue une tournée dans dix villes d'Irlande et du Royaume-Uni pour soutenir l'album en février 2014.
Elle contribue la chanson Cast Your Stone sur l'album Simple Things, une compilation publiée le 15 novembre 2013 par Niall Breslin pour soutenir la prévention du suicide en Irlande. Elle participe à une prestation de groupe pour soutenir l’album au The Saturday Night Show de RTÉ,,.
L' Irish Daily Star l'a sélectionne comme l'un des « 20 musiciens à surveiller en 2014 ». La même année, The Irish Independent l'a désigne comme l'une des « adolescentes les plus influentes d'Irlande ». GoldenPlec l'a sélectionne comme leur Plec Pick de 2014, et est désignée comme l'une des meilleurs artistes solo d'Irlande.
Orla Gartland, avec Greta Isaac, interprète la chanson Have Yourself A Merry Little Christmas, sur l'album de compilation It's Coming on Christmas . L'album permet de collecter des fonds pour l'association caritative contre le cancer du sein, CoppaFeel!. Elle joue aux côtés de Dodie Clark lors des trois tournées de lancement de son EP,, et assure la première partie de la tournée Human de Clark en 2019.
Son deuxième EP, Lonely People, est lancé en 2015 et est décrit par Atwood Magazine comme un « triomphe indéniable » qui « captive » en combinant funk et alt-pop.

### 2018-2020:Why am I like this?etFreckle Season
Le 2 mai 2018, Orla Gartland sort son premier single en trois ans, I Go Crazy, et le 2 novembre 2018, elle publie un nouveau single Between My Teeth, qu'elle a présenté comme des singles autonomes. Le 8 février 2019, elle sort un nouveau single Why Am I Like This?, suivi de Flatline le 5 avril 2019, qui font tous deux partie de son EP Why Am I Like This?, publié le 24 mai 2019.
Le 6 septembre 2019, elle publie le single Did It to Myself, suivi de Figure It Out le 1er novembre 2019, et Heavy le 15 janvier 2020, qui apparaissent tous sur son EP Freckle Season. La chanson Figure It Out est décrite comme traitant d'une relation entre deux personnes dont aucune ne peut s'échapper et de l'idée d'avoir besoin d'espace de la part de quelqu'un à qui l'on tient toujours. Heavy apparaît dans la bande-annonce de l'adaptation 2020 de la série Normal People diffusée sur BBC Three, tandis que Did It To Myself est utilisé dans la série télévisée. Elle est également co-auteur de la chanson 134340 du groupe K-pop BTS sur l'album Love Yourself: Tear.
En 2020, Orla Gartland fais partie d'un collectif irlandais de chanteuses et de musiciennes appelé Irish Women in Harmony, qui enregistre une version de la chanson Dreams au profit de l'association caritative Safe Ireland, qui s'occupe des violences domestiques, dont le nombre a considérablement augmenté pendant le confinement lié à la COVID-19,.
Elle sort également ses quatrième et cinquième EP, Why Am I Like This? et Freckle Season, sous la forme d'un disque vinyle en 2020 intitulé Why Is Freckle Season Like This?. Le vinyle comprend les titres des deux EP en plus d'une chanson inédite, Don't Fall In Love With A Musician et d'une version acoustique de Figure It Out,.

### 2020-présent:Woman on the Internet
Le 16 octobre 2020, Orla Gartland sort un single intitulé Pretending, qui traite de la difficulté et de l'ennui de prétendre être la personne que quelqu'un d'autre veut, afin de « plaire aux gens ». Il s'agit du premier single de Woman on the Internet, son premier album sorti le 20 août 2021,. Le deuxième single, More Like You, est publié le 13 janvier 2021. Selon elle, la chanson traite de l'identité, de la jalousie et du désir d'avoir la vie de quelqu'un qui semble avoir tout facile. Le troisième single, Zombie!, sort le 13 avril 2021. Il aborde le thème de la masculinité toxique et la chanteuse exhorte une autre personne à s'ouvrir à ses émotions et à cesser de réprimer ses vrais sentiments,. La chanson est produite en collaboration avec Pete Robertson, producteur de beabadoobee et de The Vaccines.

## Discographie

### Albums studio
| Titre                  | Détails                                                                                                 | Positions maximales dans les charts | Positions maximales dans les charts |
| Titre                  | Détails                                                                                                 | IRL                                 | UK                                  |
| ---------------------- | --- | ----------------------------------- | ----------------------------------- |
| Woman on the Internet  | - Sortie : 20 août 2021 - Label: New Friends Music - Formats : CD, vinyle, cassette, download digital   | 3                                   | 10                                  |
| Everybody Needs a Hero | - Sortie : 4 octobre 2024 - Label: New Friends Music - Formats : CD, vinyle, cassette, download digital |                                     |                                     |

### EPs
| Titre                    | Détails                                                                                 |
| ------------------------ | --------------------------------------------------------------------------------------- |
| Laughing at My Own Jokes | - Sortie : 23 août 2011 - Label : Aucun - Format : téléchargement                       |
| Roots                    | - Sortie : 11 novembre 2013 - Label : Indépendant - Formats : CD, téléchargement        |
| Lonely People            | - Sortie : 18 janvier 2015 - Label : Indépendant - Formats : CD, téléchargement         |
| Why Am I Like This?      | - Sortie : 24 mai 2019 - Label : Indépendant - Formats : CD, vinyle, téléchargement     |
| Freckle Season           | - Sortie : 21 février 2020 - Label : Indépendant - Formats : CD, vinyle, téléchargement |

### Singles
| Année | Titre                                  | Meilleure Position dans les classements | Album                                      |
| Année | Titre                                  | IRL                                     | Album                                      |
| ----- | -------------------------------------- | --------------------------------------- | ------------------------------------------ |
| 2012  | Devil on My Shoulder                   | 83                                      | Standalone                                 |
| 2013  | Roots                                  | 30                                      | Roots                                      |
| 2013  | Cast Your Stone                        | —                                       | Simple Things compilation album            |
| 2014  | Have Yourself a Merry Little Christmas | —                                       | It's Coming on Christmas compilation album |
| 2018  | I Go Crazy                             | —                                       | Standalone                                 |
| 2018  | Between My Teeth                       | —                                       | Standalone                                 |
| 2019  | Why Am I Like This?                    | 94                                      | Why Am I Like This?                        |
| 2019  | "Flatline"                             | —                                       | Why Am I Like This?                        |
| 2019  | Did It to Myself                       | —                                       | Freckle Season                             |
| 2019  | Figure It Out                          | —                                       | Freckle Season                             |
| 2020  | Heavy                                  | —                                       | Freckle Season                             |
| 2020  | Pretending                             | —                                       | Woman on the Internet                      |
| 2021  | More Like You                          | —                                       | Woman on the Internet                      |
| 2021  | Zombie!                                | —                                       | Woman on the Internet                      |
| 2021  | Do You Mind?                           | —                                       | Woman on the Internet                      |
| 2021  | You're Not Special, Babe               | —                                       | Woman on the Internet                      |

### Clips vidéos
| Année | Titre                    | Album                    | Directeur                    |
| ----- | ------------------------ | ------------------------ | ---------------------------- |
| 2011  | All the Little Details   | Laughing at My Own Jokes | The Podsmiths                |
| 2012  | Devil on My Shoulder     | Indépendant              | Tom Clarke                   |
| 2013  | "Roots"                  | Roots                    | Youssef Thami,               |
| 2013  | Clueless                 | Roots                    |                              |
| 2014  | Lonely People            | Lonely People            | Orla Gartland                |
| 2014  | Souvenirs                | Lonely People            | Joey Phinn                   |
| 2015  | Whispers                 | Lonely People            | Scott Tolleson               |
| 2018  | I Go Crazy               | Indépendant              | Guy Larsen                   |
| 2018  | Between My Teeth         | Indépendant              | Ewen Farr                    |
| 2019  | Flatline                 | Why Am I Like This?      | Jack Howard                  |
| 2019  | Inevitable               | Why Am I Like This?      | Guy Larsen                   |
| 2019  | Did It to Myself         | Freackle season          | Zoé Alker                    |
| 2019  | Figure It Out            | Freackle season          | Zoé Alker                    |
| 2020  | Pretending               | Woman on the internet    | Rosie Brear                  |
| 2021  | More Like You            | Woman on the internet    | Greta Isaac et Orla Gartland |
| 2021  | Zombie!                  | Woman on the internet    | Greta Isaac et Orla Gartland |
| 2021  | You're Not Special, Babe | Woman on the internet    | Greta Isaac et Orla Gartland |

## Récompenses et nominations
Choice Music Prize
| Année | Travail nommé         | Catégorie                    | Résultat   |
| ----- | --------------------- | ---------------------------- | ---------- |
| 2022  | Woman on the Internet | Irish Album of the Year 2021 | Nomination |